# Benjamin Brittenstraat
De Benjamin Brittenstraat is een straat in Buitenveldert, Amsterdam-Zuid.

## Geschiedenis en ligging
De straat werd aangelegd in het kader van de bebouwing van de Zuidas. Er lagen hier tot laat 20e eeuw sportvelden, die plaats moesten maken voor deze nieuwe wijk. De Benjamin Brittenstraat kreeg op 17 december 2002 haar naam, een vernoeming naar de componist Benjamin Britten. Meerdere straten in de buurt zijn vernoemd naar componisten.
De straat begint in het noorden als zijstraat van de Arnold Schönberglaan (vernoemd naar Arnold Schönberg). Vervolgens loopt ze zuidwaarts en kruist de Claude Debussystraat (vernoemd naar Claude Debussy), Gustav Mahlerlaan, en George Gershwinlaan (vernoemd naar George Gershwin). Ten zuiden van de George Gershwinlaan is er voetgangersgebied met speelgelegenheid tot aan de De Boelegracht.
De Benjamin Brittenstraat is de naamgever van de Brittenpassage, een van de onderdelen van de Zuidasdok. 

## Gebouwen
Alle bouwwerken zijn 21e-eeuws en vallen in de categorie hoogbouw, meest kantoren en woningen.

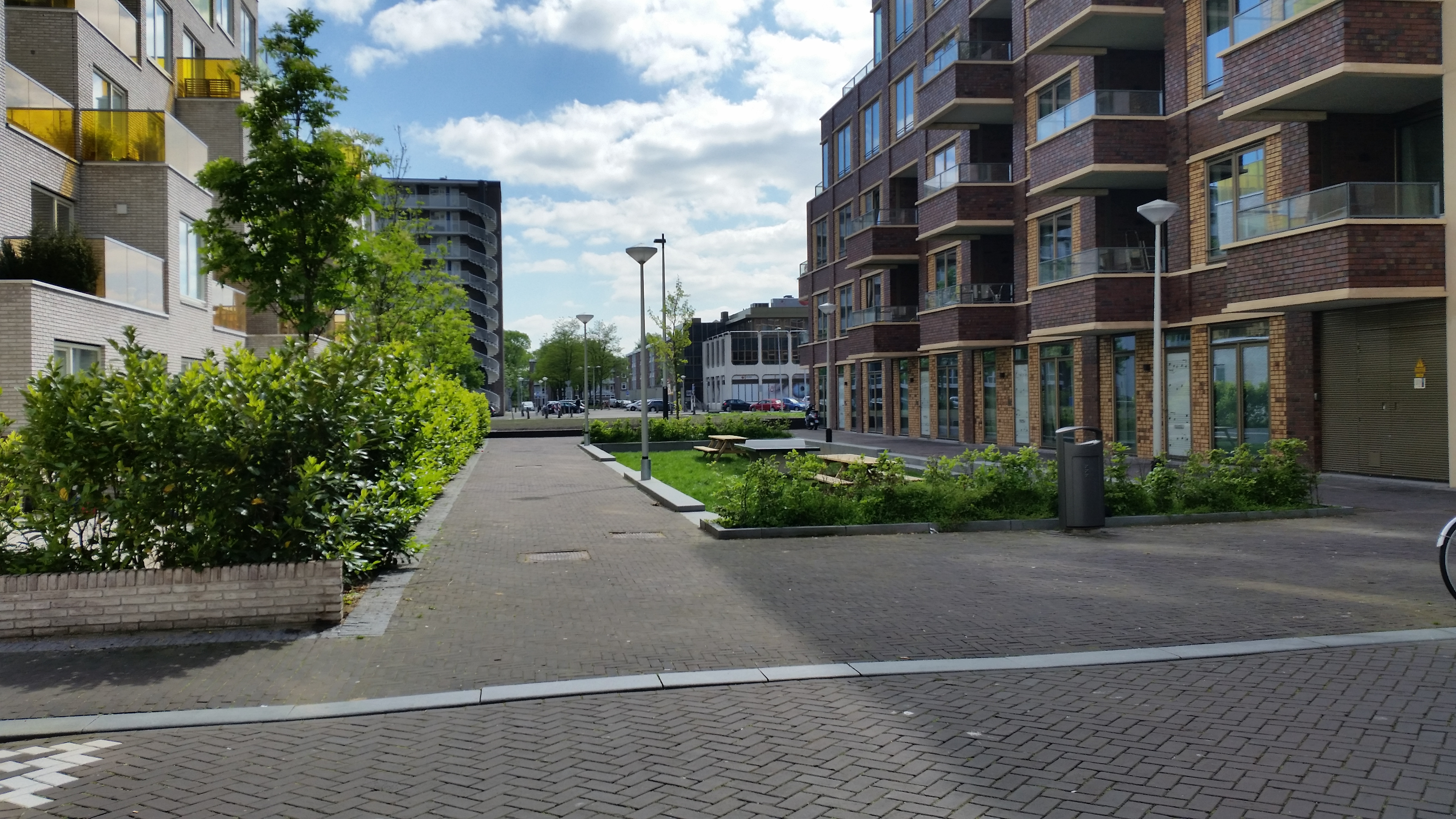
Zuidelijk eind van B. Brittenstraat met daarachter De Boelegracht (mei 2019)

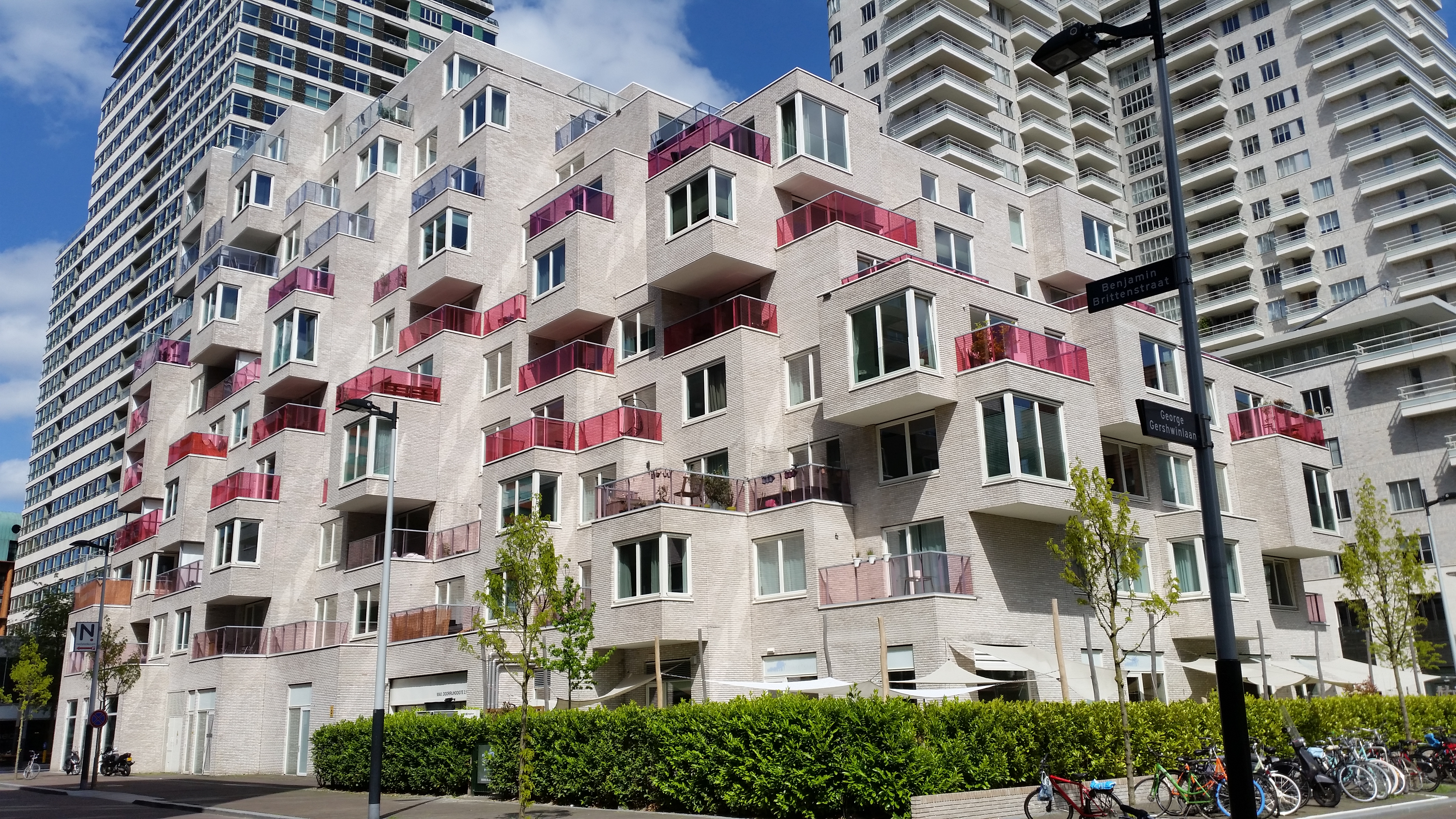
Relatieve laagbouw aan de B. Brittenstraat (mei 2019)